# Anna Carnaud
 (mars 2019).
Si vous disposez d'ouvrages ou d'articles de référence ou si vous connaissez des sites web de qualité traitant du thème abordé ici, merci de compléter l'article en donnant les références utiles à sa vérifiabilité et en les liant à la section « Notes et références ».
Anna Grell, épouse Carnaud, née le 26 juillet 1861 à Paris et morte le 17 février 1929 à Joigny, est une femme politique et auteure féministe française, également connue sous le pseudonyme de Lydie Martial.
Elle a travaillé sa vie durant à favoriser l'expression des femmes dans la société et la coéducation des sexes.

## Biographie
Anna Grell naît le 26 juillet 1861 dans le 6e arrondissement de Paris, d’Adolphine Grosjean et d'un père cordonnier-bottier, Louis Grell.
Elle fonde en 1902 l'Union de la pensée féminine. Il s'agit d'un groupe de réflexion pour que les femmes puissent s'exprimer sur les grands principes moraux et philosophiques. En 1912, cela deviendra une association. De 1905 à 1908, elle est directrice du Nouvel Éducateur, revue d’éducation laïque et sociale. Elle est également présidente de la Société pour l'amélioration du sort de la femme et la revendication de ses droits, fondée par Maria Deraismes. En 1914, sous sa présidence, la demande de suffrage pour les femmes apparait en dernière et 32e demande de la Société.
Intellectuelle reconnue, elle participe au IVe congrès des Amicales d’institutrices et d’instituteurs de France et des colonies, qui se tient à Lille en août 1905 pour débattre de  coéducation des sexes. Elle souhaite « enseigner aux deux sexes à vivre d’accord avec les lois de la vie dans la nature » ; elle cherche à concevoir une harmonie entre les sexes liée à une naturalité retrouvée. Avec Marguerite Bodin, autrice des Surprises de l’école mixte, elle prône la mixité. Élever en commun les filles et les garçons, c’est bien « faire profiter chacun d’eux de facultés ou aptitudes qu’il ne possède pas » et les pousser ainsi vers « l’intégralité des fonctions humaines ». Par là, les « qualités spéciales à l’un ou l’autre sexe » s’ajoutent à « celles qui sont naturelles à tous les deux ». Elle déclare également « Il faut que chaque sexe conquière les qualités de l’autre »,.
Elle épouse en 1912 dans le 15e arrondissement de Paris Maximilien Carnaud, receveur des finances à Joigny,.
Le 5 juillet 1914, elle participe à une manifestation suffragette,.
Taxée de « bas-bleu » ou d'« amazone » par Han Ryner, elle est également citée pour faire « facilement de la prose difficile ».

## Distinctions
Elle est décorée en 1904 comme officier de l'Instruction publique, après avoir été nommée directrice de section de la Société d'enseignement moderne de Paris.
En 1910, elle est à nouveau décorée comme officier de l'instruction publique.

## Vie privée
Elle est enterrée à Lyon, auprès d'un gisement de fluorine. Croyant en la métempsycose, des théories assurent que ce minéral faciliterait le processus de réincarnation.
Elle a légué à la ville de Joigny sa maison (qui devient l’actuel conservatoire et se situe aux 23 et 25 rue St-Jacques), du mobilier et de l'argent (qui sert à financer la construction du groupe scolaire Albert Garnier en 1934, une infirmerie pour l’école primaire supérieure installée dans l'ancien château des comtes de Gondi et pour le collège de garçons).
Une rue de la ville porte son nom.

## Œuvre
- Qu’ils soient des hommes, G. Havard fils, Paris, 1897, 57 pages lire en ligne sur Gallica.
- Qu'elles soient des épouses et des mères ! Bibliothèque de la « Nouvelle revue », Paris, 1898, 212 pages.
- La Femme et la liberté. Le féminisme, la grandeur de son but. La femme intégrale, Paris, 1901, 40 pages.
- La Femme et la liberté. Le féminisme, la grandeur de son but. II. L'Éducation humaine, Paris, 1902, 36 pages.
- La Femme et la liberté. Le féminisme, la grandeur de son but. Vers la vie ! Éducation humaine, école de la pensée, Union de pensée féminine, Paris, 1903, 200 pages.

À partir de 1901, elle publie régulièrement des ouvrages dont le titre d'ensemble est « la femme et la liberté », « le féminisme, la grandeur de son but ».